# Азербайджанський державний симфонічний оркестр

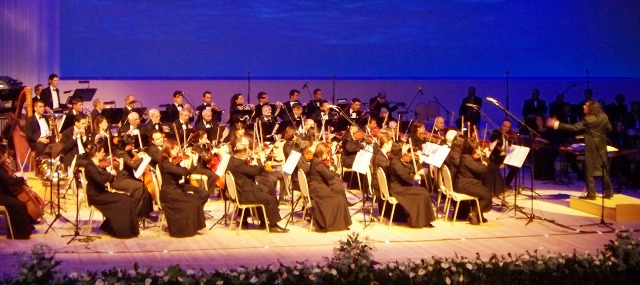
Виступ Державного Симфонічного Оркестру Азербайджану імені Узеира Гаджибекова в рамках Міжнародного фестивалю «Світ Мугама». Баку, 25 березня 2009 року.

Азербайджанський державний симфонічний оркестр імені Узеира Гаджибекова (азерб. Azərbaycan Dövlət Simfonik Orkestri) — один з найбільших музичних колективів Азербайджану. Був заснований в 1920 році, одним з перших в СРСР, за ініціативою основоположника азербайджанської професійної музики Узеір Гаджибекова. У формуванні оркестру брали безпосередню участь такі диригенти, як Рене Батон (Франція), Отто Клемперер (Німеччина), Фріц Штідрі (Австрія), Микола Голованов (Росія) та інші. Оркестр є лауреатом Всесоюзного конкурсу 1967 року.
У репертуар симфонічного оркестру входять твори азербайджанських і зарубіжних композиторів. Ім'я Узеира Гаджибекова оркестр носить з 1944 року. А в 1960 році він став заслуженим колективом республіки. З великим успіхом проходили гастролі оркестру в США, Європі (Німеччина, Швейцарія, Франція, Англія), Азії (Єгипет, Туреччина) і інших зарубіжних країнах.

## Диригенти оркестру
З утворенням колективу, головним диригентом був призначений Марко Черняхівський.
- З 1938 року протягом довгих років оркестром керував диригент Ніязі, удостоєний на цьому посту звання народний артист СРСР.
- Головним диригентом Азербайджанського державного симфонічного оркестру імені Узеира Гаджибекова, починаючи з 1984 року є народний артист Азербайджанської Республіки, кавалер ордена «Слави», лауреат державних премій, професор Рауф Абдуллаєв. Він невпинно керує оркестром ось вже понад 25 років.
- Диригент — Фахраддін Керімов, заслужений діяч мистецтв Азербайджану.
- Диригент — Ялчин Адигезалов.